# Сидоркін В'ячеслав Євгенович
В'ячеслав Євгенович Сидоркін (нар. 1 лютого 1970) — радянський та український футболіст, захисник.

## Життєпис
У дорослому футболі дебютував 1987 року в київському СКА. З 1990 по 1991 роки грав у команді другої союзної ліги «Кристал» (Херсон).
Після розпаду СРСР виступав у чемпіонатах України. У вищій лізі дебютував 7 березня 1992 року в складі запорізького «Торпедо» в грі проти «Таврії» (0:2). Всього у вищій лізі провів 28 матчів — по 14 за «Торпедо» і харківський «Металіст». Окрім того був гравцем команд «Рось» (Біла Церква) й «Евіс» (Миколаїв).